# Isonandra
Isonandra é um género botânico pertencente à família Sapotaceae.